# 三角广场站
三角广场站（丹麥語：Trianglen Station）是哥本哈根地铁的一座地下车站，因所在的“三角广场”而得名。本站由且仅由哥本哈根地铁3号线（城市环线）使用，属于第1收费区。2019年9月29日与哥本哈根地铁3号线另外16座车站一同启用。本站的一个出口可直通哥本哈根大众公园，该出口距公园球场约400米。
| 上一站      | 哥本哈根地铁 | 下一站                 |
| ----------- | ------------ | ---------------------- |
| 东门站 环线 | 3号线        | 保尔·汉宁森广场站 环线 |

## 外部連結
- 哥本哈根地铁官网对哥本哈根地铁3号线（城市环线）的介绍（页面存档备份，存于）（丹麦文）